# Isadistica
Isadistica – wymarły rodzaj owadów z rzędu Caloneurodea i rodziny Caloneuridae. Żył w permie.
Rodzaj ten opisany został w 2013 roku przez Aleksandra Rasnicyna i Daniła Aristowa, którzy jego gatunkiem typowym wyznaczyli Isadistica issada. Skamieniałości dwóch zaliczanych doń gatunków odnaleziono w piętrze siewierodwinianu (wucziaping w permie) na terenie obwodu wołogodzkiego w Rosji.
Owady te miały wąskie skrzydła długości od około 8 do 12,5 mm i szerokości 1,9–2,5 mm. Przednia ich krawędź była prosta lub wypukła przy wierzchołku. Pole kostalne i subkostalne było bardzo wąskie, przy czym to pierwsze rozszerzało się w kierunku odsiebnym. Żyłka subkostalna tworzyła w części przedniej krótkie i nieco skośne odnogi, a u wierzchołka skrzydła łączyła się z żyłką radialną. Rozwidlenie żyłki medialnej położone było bardzo blisko nasady skrzydła. Przednia żyłka kubitalna i piąta odnoga żyłki medialnej położone były tak blisko siebie, że wyglądały jak jedna żyłka (żyłka złożona). Poprzeczne żyłki były proste i stosunkowo regularne.
Należą tu 2 opisane gatunki:
- Isadistica issada Rasnitsyn et Aristov, 2013 – miał skrzydła 3,5 raza dłuższe niż szerokie, o wyraźnej pterostigmie, przednim brzegu wypukłym w pobliżu wierzchołka, a samym wierzchołku spiczastym. Rozgałęzienia sektora radialnego poza pierwszym były odsunięte na wysokość końca żyłki subkostalnej i dalej[1].
- Isadistica longa Rasnitsyn et Aristov, 2013 – miał skrzydła 6,5 raza dłuższe niż szerokie, o niewypukłym przednim brzegu, niespiczastym wierzchołku i bez wyraźnej pterostigmy. Rozgałęzienia sektora radialnego były u niego rozmieszczone równomiernie[1].